# Województwo bydgoskie (1975–1998)
Województwo bydgoskie – jedno z 49 województw istniejących w latach 1975–1998. W 1999 roku włączone zostało do województwa kujawsko-pomorskiego, z wyjątkiem obszaru położonego w północnej części, który jako powiat chojnicki został włączony do województwa pomorskiego, oraz gminy Trzemeszno, którą włączono do województwa wielkopolskiego.
Sąsiadowało z województwami: słupskim, gdańskim, elbląskim, toruńskim, włocławskim, konińskim, poznańskim i pilskim.

## Historia
Mocą ustawy z 28 maja 1975 r. wchodzącej w życie od 1 czerwca tego roku, cały kraj został podzielony 49 województw oraz jednostki stopnia podstawowego (gminy, miasta i dzielnice większych miast). Dotychczasowy województwo bydgoskie zostało podzielone na trzy mniejsze województwa: bydgoskie, toruńskie i włocławskie. Ponadto niektóre gminy województwa bydgoskiego weszły w skład innych nowych województw:
- Konarzyny i Lipnica do województwa słupskiego,
- Karsin do województwa gdańskiego,
- Białośliwie, Łobżenica, Wyrzysk, Wysoka do województwa pilskiego,
- Orchowo, Przedecz i Wierzbinek do województwa konińskiego.

Wśród nowych województw, bydgoskie było stosunkowo duże obszarowo (3. miejsce) oraz dosyć ludne (8. miejsce w kraju). W 1975 r. zamieszkiwało je 995 tys. osób, a pod koniec jego istnienia w 1998 r. – 1 133 000 osób. Około ⅓ wojewódzkiego potencjału ludnościowego, a jeszcze więcej gospodarczego (ponad 50%) przypadało na miasto Bydgoszcz.
Nowe województwo obejmowało 27 miast i 62 gminy. Ośrodkami subregionalnymi zostały: na południu Inowrocław (80 tys.), a na północy Chojnice (40 tys.)
W latach 90. XX w. znajdowało się w województwie 31 gmin wiejskich, 25 miejsko-wiejskich i 3 miasta wydzielone.
W 1976 roku zlikwidowano kilka gmin (Chełmce, Gębice, Gorzyce, Ogorzeliny, Rytel, Serock i Ślesin), łącząc je w większe jednostki; powstały też nowe gminy: Janikowo (1976) i Świekatowo (1991). W 1988 r. status miasta uzyskały Brusy. W latach 70. XX w. województwo włączono do makroregionu środkowo-zachodniego z siedzibą w Poznaniu.

## Urzędy Rejonowe
W oparciu o ustawę z 22 marca 1990 r. o terenowych organach rządowej administracji ogólnej, utworzono na terenie województwa 5 rejonów administracyjnych, zrzeszających po kilkanaście gmin.
| Nr                            | Gmina                       |  | Siedziba              |
| ----------------------------- | --------------------------- |  | --------------------- |
| Urząd Rejonowy w Bydgoszczy   |                             |  |                       |
| 1                             | Gmina Białe Błota           |  | Białe Błota           |
| 2                             | Miasto Bydgoszcz            |  | Bydgoszcz             |
| 3                             | Gmina Dąbrowa Chełmińska    |  | Dąbrowa Chełmińska    |
| 4                             | Gmina Dobrcz                |  | Dobrcz                |
| 5                             | Gmina Koronowo              |  | Koronowo              |
| 6                             | Gmina Mrocza                |  | Mrocza                |
| 7                             | Gmina Nakło nad Notecią     |  | Nakło nad Notecią     |
| 8                             | Gmina Nowa Wieś Wielka      |  | Nowa Wieś Wielka      |
| 9                             | Gmina Osielsko              |  | Osielsko              |
| 10                            | Gmina Sadki                 |  | Sadki                 |
| 11                            | Gmina Sicienko              |  | Sicienko              |
| 12                            | Gmina Solec Kujawski        |  | Solec Kujawski        |
| Urząd Rejonowy w Chojnicach   |                             |  |                       |
| 1                             | Gmina Brusy                 |  | Brusy                 |
| 2                             | Gmina Cekcyn                |  | Cekcyn                |
| 3                             | Miasto Chojnice             |  | Chojnice              |
| 4                             | Gmina Chojnice              |  | Chojnice              |
| 5                             | Gmina Czersk                |  | Czersk                |
| 6                             | Gmina Gostycyn              |  | Gostycyn              |
| 7                             | Gmina Kamień Krajeński      |  | Kamień Krajeński      |
| 8                             | Gmina Kęsowo                |  | Kęsowo                |
| 9                             | Gmina Lubiewo               |  | Lubiewo               |
| 10                            | Gmina Sępólno Krajeńskie    |  | Sępólno Krajeńskie    |
| 11                            | Gmina Sośno                 |  | Sośno                 |
| 12                            | Gmina Śliwice               |  | Śliwice               |
| 13                            | Gmina Tuchola               |  | Tuchola               |
| 14                            | Gmina Więcbork              |  | Więcbork              |
| Urząd Rejonowy w Inowrocławiu |                             |  |                       |
| 1                             | Gmina Dąbrowa               |  | Dąbrowa               |
| 2                             | Gmina Dąbrowa Biskupia      |  | Dąbrowa Biskupia      |
| 3                             | Gmina Gniewkowo             |  | Gniewkowo             |
| 4                             | Miasto Inowrocław           |  | Inowrocław            |
| 5                             | Gmina Inowrocław            |  | Inowrocław            |
| 6                             | Gmina Janikowo              |  | Janikowo              |
| 7                             | Gmina Jeziora Wielkie       |  | Jeziora Wielkie       |
| 8                             | Gmina Kruszwica             |  | Kruszwica             |
| 9                             | Gmina Mogilno               |  | Mogilno               |
| 10                            | Gmina Pakość                |  | Pakość                |
| 11                            | Gmina Rojewo                |  | Rojewo                |
| 12                            | Gmina Strzelno              |  | Strzelno              |
| 13                            | Gmina Trzemeszno            |  | Trzemeszno            |
| 14                            | Gmina Złotniki Kujawskie    |  | Złotniki Kujawskie    |
| Urząd Rejonowy w Świeciu      |                             |  |                       |
| 1                             | Gmina Bukowiec              |  | Bukowiec              |
| 2                             | Gmina Dragacz               |  | Dragacz               |
| 3                             | Gmina Drzycim               |  | Drzycim               |
| 4                             | Gmina Jeżewo                |  | Jeżewo                |
| 5                             | Gmina Lniano                |  | Lniano                |
| 6                             | Gmina Nowe                  |  | Nowe                  |
| 7                             | Gmina Osie                  |  | Osie                  |
| 8                             | Gmina Pruszcz               |  | Pruszcz               |
| 9                             | Gmina Świecie               |  | Świecie               |
| 10                            | Gmina Świekatowo (od 1991)  |  | Świekatowo            |
| 11                            | Gmina Warlubie              |  | Warlubie              |
| Urząd Rejonowy w Żninie       |                             |  |                       |
| 1                             | Gmina Barcin                |  | Barcin                |
| 2                             | Gmina Gąsawa                |  | Gąsawa                |
| 3                             | Gmina Janowiec Wielkopolski |  | Janowiec Wielkopolski |
| 4                             | Gmina Kcynia                |  | Kcynia                |
| 5                             | Gmina Łabiszyn              |  | Łabiszyn              |
| 6                             | Gmina Rogowo                |  | Rogowo                |
| 7                             | Gmina Szubin                |  | Szubin                |
| 8                             | Gmina Żnin                  |  | Żnin                  |

## Miasta
Ludność 31.12.1998
- Bydgoszcz – 386 855
- Inowrocław – 79 534
- Chojnice – 40 229
- Świecie – 27 084
- Nakło nad Notecią – 20 108
- Solec Kujawski – 14 641
- Żnin – 14 401
- Tuchola – 14 235
- Mogilno – 12 675
- Koronowo – 10 640
- Czersk – 9500
- Szubin – 9330
- Kruszwica – 9310
- Sępólno Krajeńskie – 9300
- Janikowo – 9100
- Barcin – 7800
- Trzemeszno – 7600
- Gniewkowo – 7200
- Strzelno – 6000
- Więcbork – 5800
- Pakość – 5800
- Kcynia – 4700
- Brusy – 4500
- Łabiszyn – 4400
- Mrocza – 4300
- Janowiec Wielkopolski – 4100
- Kamień Krajeński – 2300

## Ludność w latach
| Rok                    | Liczba mieszkańców |
| ---------------------- | ------------------ |
| 1975 (31 grudnia)      | 995,1 tys.         |
| 1976 (31 grudnia)      | 1006,3 tys.        |
| 1977 (31 grudnia)      | 1015,4 tys.        |
| 1978 (spis powszechny) | 1 016 871          |
| 1978 (31 grudnia)      | 1017,2 tys.        |
| 1979 (31 grudnia)      | 1027,4 tys.        |
| 1980 (31 grudnia)      | 1036 tys.          |
| 1983 (31 grudnia)      | 1064,5 tys.        |
| 1985 (31 grudnia)      | 1083,8 tys.        |
| 1986                   | 1090,4 tys.        |
| 1987                   | 1096,6 tys.        |
| 1988                   | 1098,4 tys.        |
| 1989 (31 grudnia)      | 1106,6 tys.        |
| 1990 (30 czerwca)      | 1109,6 tys.        |
| 1990 (31 grudnia)      | 1110,8 tys.        |
| 1991 (31 grudnia)      | 1116 tys.          |
| 1992 (31 grudnia)      | 1123 tys.          |
| 1993 (30 czerwca)      | 1124,8 tys.        |
| 1994 (31 grudnia)      | 1130 tys.          |
| 1995 (30 czerwca)      | 1130,9 tys.        |
| 1995 (31 grudnia)      | 1131,8 tys.        |
| 1997 (31 grudnia)      | 1135,2 tys.        |